# Ветки (Смоленская область)
Ветки — Деревня в Угранском районе Смоленской области России. Входит в состав Михалёвского сельского поселения. 
Население — 0 жителей (2007 год). 
Расположена в юго-восточной части области в 17 км к северу от Угры, в 7 км западнее автодороги Р132 Вязьма — Калуга — Тула — Рязань, на берегу реки Колдовня. В 3 км юго-западнее от деревни находится железнодорожная станция Годуновка на линии Торжок-Брянск. 

## История
В годы Великой Отечественной войны деревня была оккупирована гитлеровскими войсками в октябре 1941 года, освобождена в марте 1943 года.